# Civiele Beschermingseenheden (Turks-Koerdistan)
De Civiele Beschermingseenheden (Kurmanci: Yekîneyên Parastina Sivîl, YPS), ook bekend als de Civiele Verdedigingseenheden, is een Koerdische rebellenorganisatie die actief is in Turks-Koerdistan. De YSP is op 2 december 2015 opgericht als de Volksbeschermingseenheden (YPG) van Turks-Koerdistan. De YPS bestaat grotendeels uit leden van de YDG-H, die actief is sinds 2013. De YPS is betrokken bij het Turks-Koerdisch conflict van 2015. In 2016 heeft de YPS de Civiele Beschermingseenheden-Vrouwen (Kurmanci: Yekîneyên Parastina Sivîl a Jin, YPS-Jin) opgericht.

Beeldmerk van de YPS-Jin.